# Buriti de Goiás
Pour les articles homonymes, voir Buriti.
Buriti de Goiás est une municipalité brésilienne de l'État de Goiás et la microrégion d'Anicuns.